# بو طار (مسلسل)
بو طار، مسلسل تلفزيوني كويتي، أنتج وعرض في عام 2021. كتبه بندر طلال السعيد وأخرجه ثامر العسلاوي.

## القصة
تدور الأحداث حول فرقتين غنائيتين، حيث فرقة أبو طار وأسرته، والفرقة الأخرى أبو طار الأصلي، ولدى الفرقتين مدير أعمال واحد يُدعى إلياس يتسبب لهما في العديد من المشاكل الكوميدية.

## البطولة
- داود حسين بدور «غريد العندليب»
- إبراهيم الحربي بدور «وديع الأطرش»
- محمد العجيمي بدور «عبد القادر العندليب»
- عبير الجندي بدور «أم كلثوم»
- محمد الحملي بدور «إلياس قيثارة الفريج»
- عبد الله الخضر بدور «وسوف الأطرش»
- محمد الفيلكاوي بدور «بليغ وديع الأطرش»
- محمد الصراف بدور «حليم وديع الأطرش»
- مشعل العيدان بدور «عبد الكريم عبد القادر العندليب»
- يوسف المطر بدور «رويشد غريد العندليب»
- جاسم البلوشي بدور «شعيل غريد العندليب»
- هبة العبسي بدور «شادية الحناوي»
- عبد الرحمن الحميدي بدور «دوخي إلياس قيثارة الفريج»
- أسامة حمد ناصر بدور « المحقق بشار»

### ضيوف الشرف
- هادي كرم بدور «كابتن طيارة»
- حسين دشتي
- راشد المطوع بدور «مسباح حماقي»
- صقر الشحي بدور «طليق أنوشكا»
- سلمى شربل بدور «الدكتورة عتاب»
- عبد الهادي الدشتي
- نور محمد بدور «فيروز»
- محمد أشكناني بدور «بحر دياب»
- ياسة بدور «أحلام»
- هيام الحسن بدور «أنوشكا»